# 挺水性水生植物
挺水性水生植物包括草本與木本兩類。它們通常生長在水邊或水位較淺的地方，根也是長在土裡，而葉片或莖卻挺出水面，再者，挺水性植物的花多數在水面上開放，典型的草本挺水植物有野慈菇、水稻、蘆葦、茭白筍、荷花、水芋與香蒲等。
另有挺水性木本植物，這通常是指生活於河流的出海口及半淡鹹水的湖沼旁，而以紅樹林植物，如水筆仔等為主要代表植物。

## 圖片

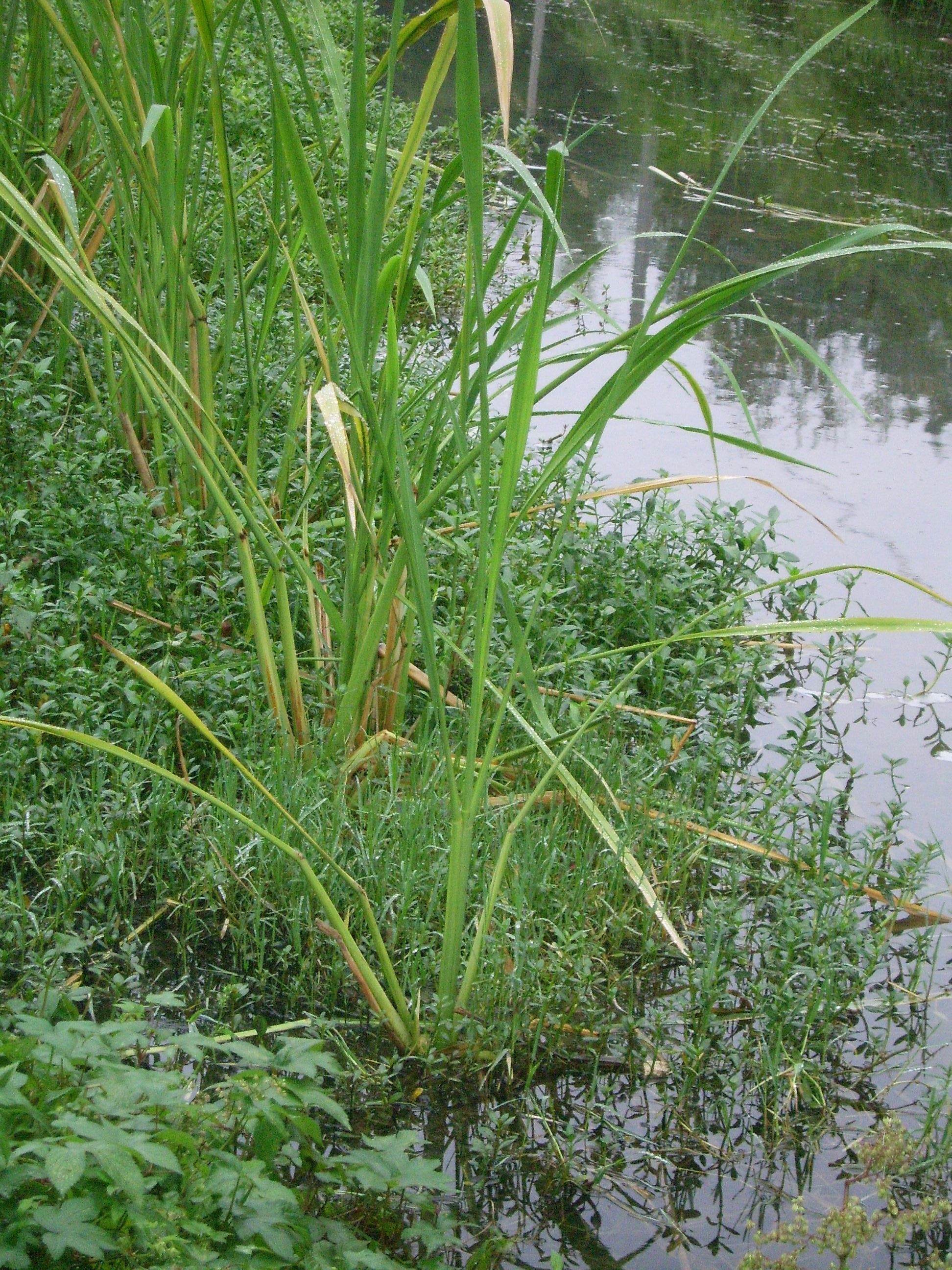
茭白
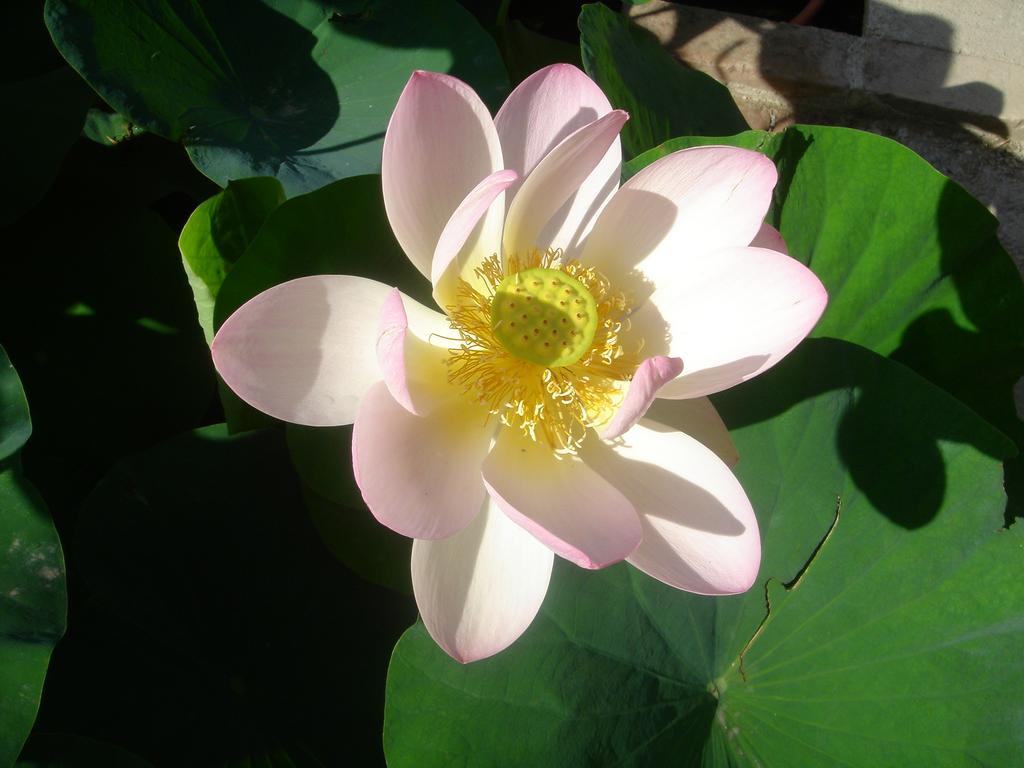
荷花
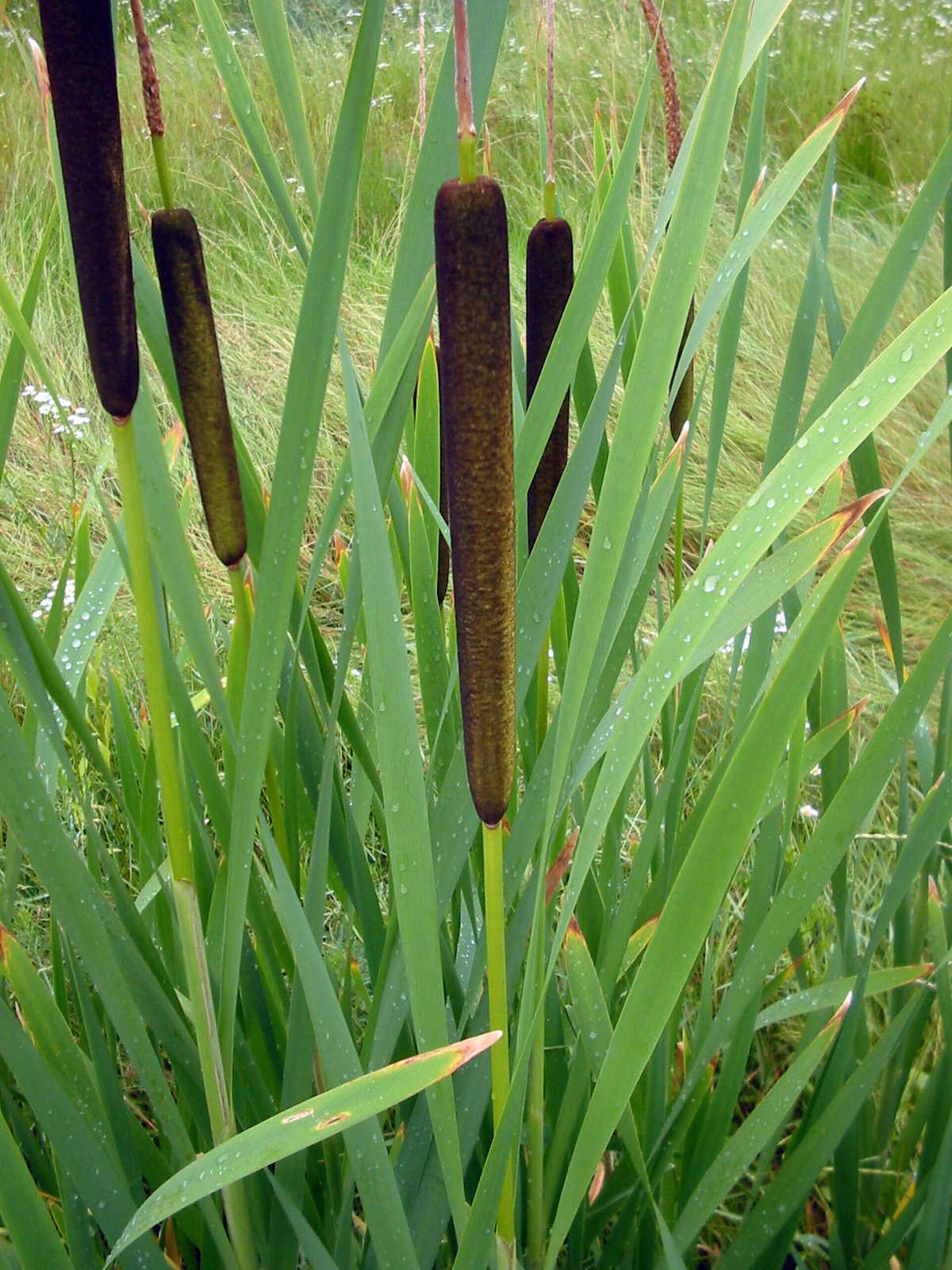
香蒲
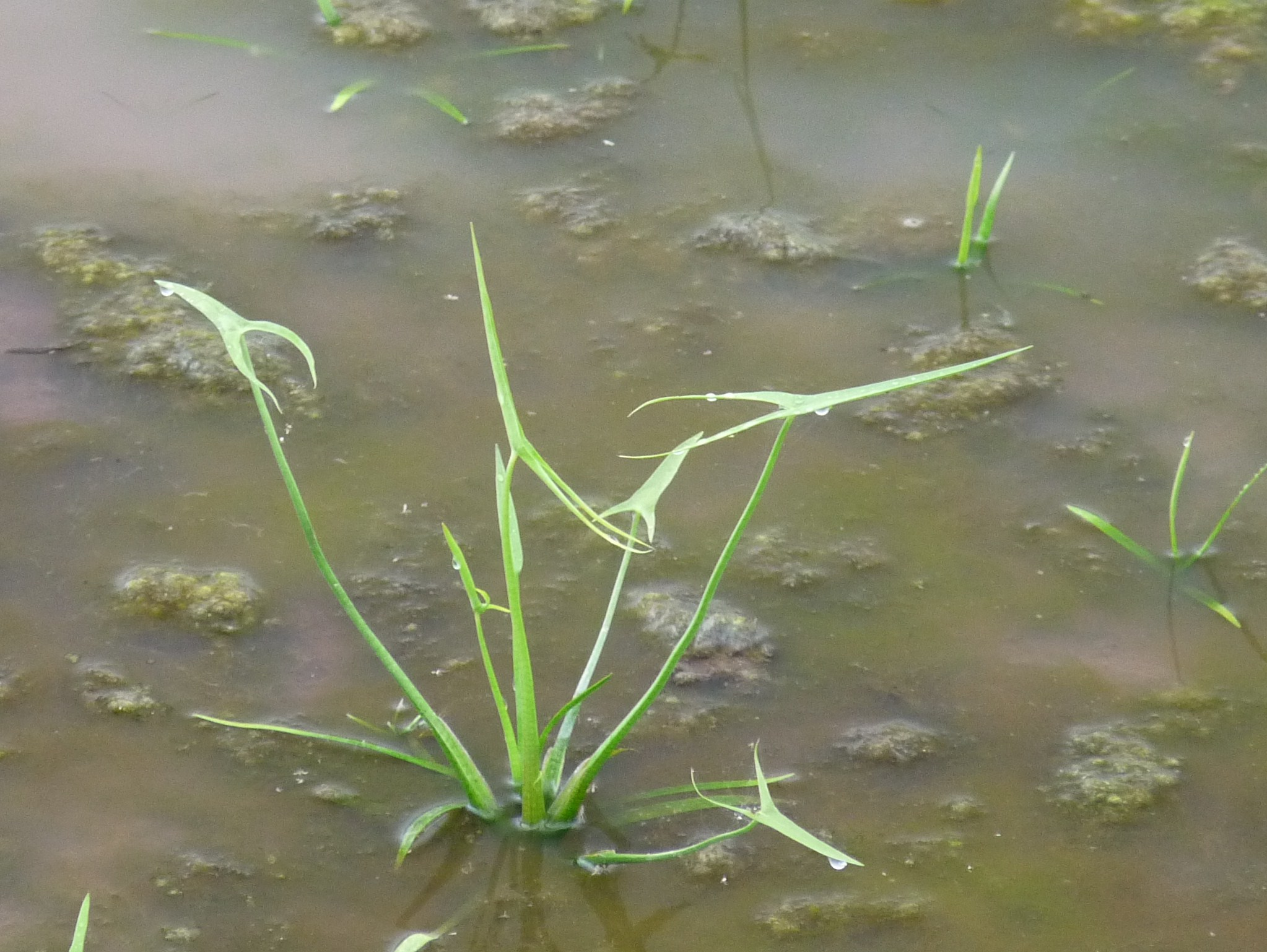
野慈菇
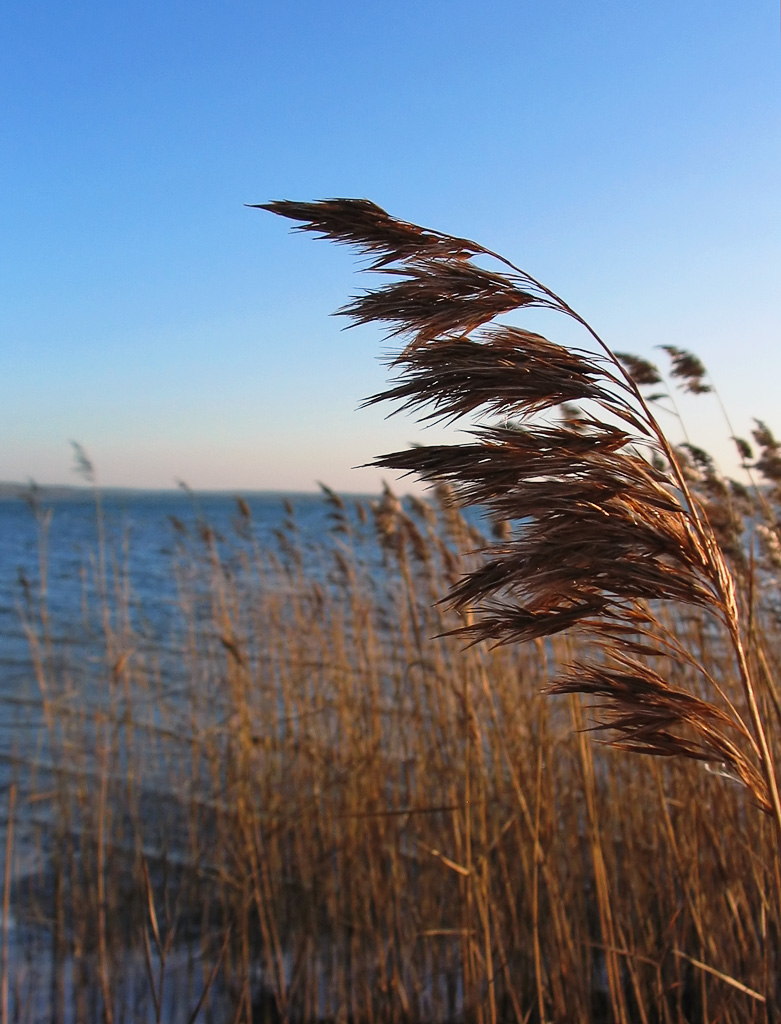
蘆葦

## 外部連結
- Advice for Planting Aquatic Plants
- 水生植物目錄（可搜尋） （页面存档备份，存于）